# Brian Power
Brian Power (ur. 11 kwietnia 1974) – australijski judoka. Olimpijczyk z Atlanty 1996, gdzie zajął 21. miejsce w wadze ekstralekkiej.
Uczestnik mistrzostw świata w 1995. Startował w Pucharze Świata w 1995. Mistrz Oceanii w 1994 i 1996. Mistrz Australii w 1994 roku.

## Letnie Igrzyska Olimpijskie 1996
| Konkurencja | Eliminacje            | Klas. końcowa |
| Konkurencja | Przeciwnik I          | Miejsce       |
| ----------- | --------------------- | ------------- |
| 60 kg       | Ricardo Acuña (MEX) P | 21.           |